# Grzegorz Krawców
Grzegorz Krawców, född den 25 juli 1962 i Nowa Sól, Polen, är en polsk kanotist.
Han tog bland annat VM-silver i K-4 1000 meter i samband med sprintvärldsmästerskapen i kanotsport 1989 i Plovdiv.